# Antar Padilha Gonçalves
Antar Padilha Gonçalves (Rio de Janeiro, 6 de março de 1916 – 20 de abril de 2005) foi um médico brasileiro.
Foi eleito membro da Academia Nacional de Medicina em 1974, ocupando a Cadeira 85, que tem Antônio de Barros Terra como patrono.